# Římskokatolická farnost Zahořany u Křešic
Římskokatolická farnost Zahořany u Křešic (lat. Zahorzana) je církevní správní jednotka sdružující římské katolíky na území vesnice Zahořany a v jejím okolí. Organizačně spadá do litoměřického vikariátu, který je jedním z 10 vikariátů litoměřické diecéze. Centrem farnosti je kostel Nejsvětější Trojice v Zahořanech.

## Historie farnosti
Nejstarší písemný doklad o lokalitě Zahořany pochází z roku 1318. Farnost ze byla založena roku 1656. Matriky jsou vedeny od roku 1657.

### Duchovní správcové vedoucí farnost
Začátek působnosti jmenovaného v duchovní správě farnosti od roku:
- 1657 Martinus Max. Cuberus von Cuberstein
- 1658 Mathias Robert. Kergelius OSB
- 1670 Balthazar Großwald
- 1681 Zacharias Franz
- 1683 Laurent. Jahnel
- 1689 Mathias Josef Ign. Nitschke
- 1694 Methodius Witz
- 1696 Bruno Schauscher
- 1698 Linus Langer
- 1699 Ioann. Piller
- 1713 Car. Sultan von Lugano, † 17. 8. 1756
- 1757 Ioann. Hülle
- 1772 Ioann. Franc. Helle
- 1780 Franc Hülle, † 13. 8. 1813
- 1813 par. vacat, cap. Vinc. Heller
- 1813 Vinc. Heller, n. 27. 10. 1784 Litoměřice, o. 31. 8. 1807, † 30. 5. 1833
- 1831 Josef Pemsel, n. 22. 7. 1780 Stružnice, o. 24. 8. 1808
- 1833 Joann. Hoefert, n. 16. 5. 1803 Sürbic., o. 3. 9. 1828
- 1841 Christoph. Eisert, n. 20. 12. 1801 Güsdorf., o. 4. 9. 1826, † 1. 2. 1843
- 1843 Josef Bürgermeister, n. 22. 8. 1793 Klumens., o. 24. 8. 1820, † 4. 9. 1855
- 1855 par. vacat, admin. Franc. Horčic
- 1856 Joann. Wenc. Heller, n. 30. 12. 1820 Konojedy, o. 25. 7. 1846, † 23. 6. 1882
- 1878 Franc. Schürz, n. 3. 12. 1830 Habří, o. 25. 7. 1856, † 15. 5. 1916
- 1882 Josef Domin, n. 14. 1. 1847 Květov, o. 15. 7. 1873, † 5. 8. 1909
- 1885 Franc. Trnobranský, n. 24. 10. 1848 Hospozín, o. 14. 7. 1877, † 30. 1. 1895
- 1895 Josef Bouchal, n. 9. 5. 1864 Lišov, o. 22. 5. 1887, † 30. 8. 1917
- 1901 Joann. Huja, n. 17. 9. 1866 Roudnice, o. 16. 5. 1889, † 22. 10. 1924
- 1913 Josef Pávek, n. 28. 2. 1867 Ústí n. O., o. 17. 7. 1891, † 8. 2. 1946
- 1932 par. vacat, admin. interc. Franc. Römer
- 1939 Raimund. Vogel, n. 18. 4. 1880 Blottendorf, o. 18. 3. 1905
- 25. 3. 1946 Alois Frajt
- 1. 5. 1953 Miloslav Jurčík
- 1. 2. 1957 Jan Netík
- 1. 9. 1957 Rudolf Kurek
- 1. 3. 1958 Václav Černý
- 1. 4. 1979 Jan Křepinský
- 1. 7. 1988 Oldřich Kolář
- 1. 2. 1990 Jaroslav Stříž, admin. exc. z Křešic[3]

Kromě kněží stojících v čele farnosti, působili ve farnosti v průběhu její historie i jiní kněží. Většinou pracovali jako farní vikáři, kaplani, katecheté, výpomocní duchovní aj.

## Území farnosti
Do farnosti náleží území těchto obcí:
- Zahořany (Zahorzan[p 2])
- Sedlec (Selz[p 2])

## Římskokatolické sakrální stavby na území farnosti
| | Fotografie | Stavba                     | Místo    | Bohoslužby                      | Zeměpisné souřadnice            | Status       | Číslo kulturní památky           |
| Kostel | Kostel     | Kostel                     | Kostel   | Kostel                          | Kostel                          | Kostel       | Kostel                           |
| --- | ---------- | -------------------------- | -------- | ------------------------------- | ------------------------------- | ------------ | -------------------------------- |
| 1. |            | Kostel Nejsvětější Trojice | Zahořany | bližší informace o bohoslužbách | 50°31′41″ s. š., 14°13′6″ v. d. | farní kostel | 42561/5-2465 (Pk•MIS•Sez•Obr•WD) |
| Kaple |            |                            |          |                                 |                                 |              |                                  |
| 2. |            | Kaple sv. Václava          | Sedlec   | bohoslužby příležitostně        | 50°32′30″ s. š., 14°14′4″ v. d. | obecní kaple | —                                |
| Některé drobné sakrální stavby a pamětihodnosti lze dohledat zde v databázi Drobné sakrální památky Zaniklé sakrální stavby lze dohledat zde v databázi Poškozené a zničené kostely, kaple a synagogy v České republice |            |                            |          |                                 |                                 |              |                                  |

Ve farnosti se mohou nacházet i další drobné sakrální stavby, místa římskokatolického kultu a pamětihodnosti, které neobsahuje tato tabulka.

## Příslušnost k farnímu obvodu
Z důvodu efektivity duchovní správy byl vytvořen farní obvod (kolatura) farnosti Křešice, jehož součástí je i farnost Zahořany u Křešic, která je tak spravována excurrendo.